# Dekanat Łasin
Dekanat Łasin – jeden z 24 dekanatów w rzymskokatolickiej diecezji toruńskiej.

## Historia
Dekanat Łasiński niegdyś należał do diecezji chełmińskiej z siedzibą w Pelplinie. Od 25 marca 1992 roku przynależy on do diecezji toruńskiej. Obecny kształt dekanat uzyskał na przełomie 2001 i 2002 roku po reorganizacji struktur diecezjalnych. 

## Parafie
Lista parafii (stan z 13 października 2023):
| Lp | Miejscowość / parafia                 | Proboszcz / administrator             | Zdjęcie |
| -- | ------------------------------------- | ------------------------------------- | ------- |
| 1  | Dąbrówka Królewska parafia św. Jakuba | ks. Damian Wacławski                  |         |
| 2  | Huta-Strzelce parafia MB Fatimskiej   | ks. kan. Edward Mateusz Ossowski      |         |
| 3  | Łasin parafia św. Katarzyny           | ks. kan. Grzegorz Wincenty Grabowski  |         |
| 4  | Rogóźno parafia św. Wojciecha         | ks. Krzysztof Juchniewicz             |         |
| 5  | Szczepanki parafia św. Wawrzyńca      | ks. kan. Wojciech Piotr Kalwig        |         |
| 6  | Szembruk parafia św. Bartłomieja      | ks. kan. Kazimierz Wiktor Flisikowski |         |
| 7  | Szynwałd parafia Narodzenia NMP       | ks. kan. Marek Antoni Ścisłowski      |         |
| 8  | Święte parafia św. Barbary            | ks. Wojciech Wierzbicki               |         |